# Hartford Capitols
Gli Hartford Capitols sono stati una franchigia di pallacanestro della EPBL e della EBA, con sede ad Hartford, nel Connecticut, attivi tra il 1966 e il 1974.
Nacquero come Baltimore Bullets nel 1958, vincendo un titolo nel 1961. L'anno dopo si divennero Camden Bullets e a Camden vinsero il titolo nel 1964. Nel 1966 si spostarono nuovamente, stavolta ad Hartford e rinominandosi Capitols. Scomparvero nel 1974, dopo aver vinto il titolo.

## Stagioni
| Stagione | Lega | Denominazione     | V  | P  | %    | Piazzamento | Play-off           |
| -------- | ---- | ----------------- | -- | -- | ---- | ----------- | ------------------ |
| 1958-59  | EPBL | Baltimore Bullets | 12 | 16 | 42,9 | 6º          | -                  |
| 1959-60  | EPBL | Baltimore Bullets | 20 | 8  | 71,4 | 2º          | Finale EPBL        |
| 1960-61  | EPBL | Baltimore Bullets | 19 | 9  | 67,9 | 2º          | Campioni           |
| 1961-62  | EPBL | Camden Bullets    | 10 | 15 | 40,0 | 6º          | -                  |
| 1962-63  | EPBL | Camden Bullets    | 20 | 8  | 71,4 | 2º          | Semifinale         |
| 1963-64  | EPBL | Camden Bullets    | 21 | 7  | 75,0 | 2º          | Campioni           |
| 1964-65  | EPBL | Camden Bullets    | 18 | 10 | 64,3 | 1º          | Semifinale         |
| 1965-66  | EPBL | Camden Bullets    | 14 | 14 | 50,0 | 4º          | -                  |
| 1966-67  | EPBL | Hartford Capitols | 13 | 15 | 46,4 | 2º          | Finale di division |
| 1967-68  | EPBL | Hartford Capitols | 21 | 11 | 65,6 | 2º          | Semifinale         |
| 1968-69  | EPBL | Hartford Capitols | 11 | 15 | 42,3 | 3º          | Finale di division |
| 1969-70  | EPBL | Hartford Capitols | 15 | 12 | 55,6 | 4º          | Semifinale         |
| 1970-71  | EBA  | Hartford Capitols | 15 | 13 | 53,6 | 2º          | Finale di division |
| 1971-72  | EBA  | Hartford Capitols | 17 | 13 | 56,7 | 3º          | Semifinale         |
| 1972-73  | EBA  | Hartford Capitols | 25 | 7  | 78,1 | 1º          | Finale EBA         |
| 1973-74  | EBA  | Hartford Capitols | 19 | 8  | 70,3 | 1º          | Campioni           |

## Palmarès
- Eastern Professional Basketball League: 2

1961, 1964
- Eastern Basketball Association: 1

1974